# Oluf Olesen
Oluf Kirstein Peter Vogn Olesen (30. april 1860 i Aalborg – 12. april 1930 i Ribe). Biskop i Ribe 1923–1930 og far til kunstmaleren Marie Wandel.
Han blev student fra Aalborg Katedralskole og blev cand.theol. i 1885. Derefter var han lærer ved Vejle Latinskole 1885-87, sognepræst i Harboøre og Engberg 1887, i Gårslev 1889, forstander for Børkop Højskole 1892-94, 2. residerende kapellan i Horsens 1895, kst. sognepræst sammesteds 1901-04, sognepræst i Vor Frelsers Kirke i Horsens 1905, sognepræst og stiftsprovst i Ribe 1914 og biskop fra 1923. Han var Kommandør af 1. grad af Dannebrog.
Om biskop Olesen fortælles et stort antal anekdoter (hvoraf en del nok er tvivlsomme).